# 報知蛇莓獎
報知蛇莓獎（日语：蛇いちご賞），為日本電影獎項之一，每屆選出日本該年度最差的電影作品和最差的演員。2011年度為最終回。

## 概要
報知金酸莓獎於2004年舉辦第一屆，授獎結果每年由報知新聞社於12月前後刊載於旗下的《體育報知》。評選者為報知電影線記者經過採訪、觀賞及內部討論後選出，但並不舉辦公開的授獎儀式。同類型的電影獎有「電影藝術十差獎」、「金酸莓獎」和「週刊文春金酸莓獎」等。
獎項一共有最差作品、最差導演、最差男主角、最差男配角、最差女主角和最差女配角獎等。

## 歴年獲獎者

### 第1回（2004年度）
- 最差作品：《超級惡魔人》、《哥吉拉 最後戰役》
- 最差導演：那須博之（《デビルマン》）、北村龍平（《ゴジラ FINAL WARS》）
- 最差男主角：伊崎央登、伊崎右典（《デビルマン》）、布袋寅泰（《赤い月》）、照英（《スクールウォーズ・HERO》）
- 最差女主角：常盤貴子（《赤い月》）、伊東美咲（《海猫》）、秋吉久美子（《透光の樹》）、杉本彩 （《花與蛇》）

### 第2回（2005年度）
- 最差作品：《甲賀忍法帖》、《戰國自衛隊1549》、《この胸いっぱいの愛を》、《鳶がクルリと》、《魔女潛艦》、《妖怪大戰爭》
- 最差導演：下山天（《甲賀忍法帖》）、薗田賢次（《鳶がクルリと》）
- 最差男主角：小田切讓（《甲賀忍法帖》）、神木隆之介（《妖怪大戰爭》）
- 最差女主角：仲間由紀惠（《甲賀忍法帖》）、杉本彩（《花與蛇》）

### 第3回（2006年度）
- 最差作品：《地海戰記》、《LIMIT OF LOVE海猿》、《日本沉没》、《無花果の顔》、《笑う大天使》[1]

### 第4回（2007年度）
- 最差作品：《成吉思汗：征服到地與海的盡頭》[2]
- 最差導演：井筒和幸（《パッチギ! LOVE&PEACE》）、松本人志（《大日本人》）
- 最差男主角：田村正和 （《ラストラブ》）
- 最差女主角：菊川怜（《成吉思汗：征服到地與海的盡頭》）、長谷川京子 （《愛の流刑地》）
- 最差新人：高雅羅（《成吉思汗：征服到地與海的盡頭》）、松下奈緒（《未来予想図 〜ア・イ・シ・テ・ルのサイン〜》）
- 特別賞：澤尻英龍華[3]

### 第5回（2008年度）
- 最差作品：《死亡筆記本外傳「L：最終的23日」》[4]、《銀幕版 スシ王子! 〜ニューヨークへ行く〜》
- 最差導演：堤幸彥（《銀幕版 スシ王子! 〜ニューヨークへ行く〜》）、中田秀夫（《死亡筆記本外傳「L：最終の23日」》）
- 最差男主角：南原清隆（《死亡筆記本外傳「L：最終的23日」》、《その日のまえに》）、役所廣司（《幸福的魔法繪本》、《東京奏鳴曲》）
- 最差女主角：新垣結衣（《フレフレ少女》）、石原里美（《フライング☆ラビッツ》）、長澤雅美（《戰國英豪》）

### 第6回（2009年度）
- 最差作品：《しんぼる》、《ROOKIES－畢業－》
- 最差導演：松本人志（《しんぼる》）、岸谷五朗（《キラー・ヴァージンロード》）
- 最差男主角：松本人志（《しんぼる》）
- 最差女主角：廣末涼子（《零的焦點》）、長澤雅美（《群青 愛が沈んだ海の色》）
- 最差男配角：竹中直人（《新宿事件》、《僕らのワンダフルデイズ》）
- 最差女配角：福田沙紀（《小雙俠》）、香椎由宇（《天才小釣手》）
- 最差新人：Stephanie（《Pride 邁向榮耀之路》）、高山侑子（《空へ―救いの翼 RESCUE WINGS―》）

### 第7回（2010年度）
- 最差作品：《踊る大捜査線 THE MOVIE3 ヤツらを解放せよ!》、《挪威的森林》
- 最差導演：堤幸彦（《BECK》）、陳英雄（《挪威的森林》）
- 最差男主角：安東尼奧·豬木（《ACACIA》）、水嶋斐呂（《BECK》）
- 最差女主角：菊地凜子（《挪威的森林》）、黑木美沙（《SPACE BATTLESHIP 大和號》）
- 最差男配角：（從缺）
- 助演女優賞 加藤愛（《海猿》）、水川麻美（《今度は愛妻家》）
- 最差新人：宇佐美吉啟（《京都太秦物語》）、小栗旬（執導《終有一天》）

### 第8回（2011年度）
- 最差作品：《さや侍》、《セカンドバージン》
- 最差導演：松本人志（《さや侍》）、天願大介（《デンデラ》）
- 最差男主角：山下智久（《小拳王》）、小栗旬（《岳》）
- 最差女主角：菊地凛子（《小川の辺》）、深田恭子（《拂曉之街》、《セカンドバージン》）
- 最差新人：前田敦子（《正妹柑芭嗲》）、大野絲（《俏妞出招》）

## 外部連結
- 日本金酸莓獎出爐 山P深田恭子當選最爛影帝后 （页面存档备份，存于）
- 成吉思汗連3爛 澤尻耍大牌有獎 （页面存档备份，存于）